# 吉馬拉斯省
吉馬拉斯省（希利盖农文：Kapuoran sang Guimaras；基納拉伊阿文：Probinsiya kang Guimaras；他加禄文：Lalawigan ng Guimaras），是菲律賓西米沙鄢大區的一个省份，1992年以前屬於伊洛伊洛省，後從該省獨立，首府為乔丹市。

## 外部連結
- 维基共享资源上的相關多媒體資源：吉馬拉斯省